# حيوة (اسم)
حيوة هو اسم علم مذكر من أصل عربي، ومعناه هو قلبت الياء واوًا فيه لضرب من التوسع وكراهة لتضعيف الياء، فأصله حي وحيوة اسم لعلم تواضعوا عليه وحيوة بن شريح شيخ الديار المصرية ( ت 158هـ).

## شخصيات تحمل الاسم
- حيوة بن شريح

## وصلات خارجية
- موسوعة السلطان قابوس لأسماء العرب نسخة محفوظة 5 أبريل 2019 على موقع واي باك مشين.